# Justin Morneau
Justin Ernest George Morneau (ur. 15 maja 1981) – kanadyjski baseballista, który występował na pozycji pierwszobazowego.

## Przebieg kariery
W czerwcu 1999 został wybrany w trzeciej rundzie draftu przez Minnesota Twins i początkowo występował w klubach farmerskich tego zespołu, między innymi w Rochester Red Wings, reprezentujący poziom Triple-A. W Major League Baseball zadebiutował 10 czerwca 2003 w meczu rozgrywanym w ramach interleague play przeciwko Colorado Rockies jako designated hitter; w pierwszym podejściu zaliczył uderzenie.
W 2006 roku był w składzie baseballowej reprezentacji Kanady na turnieju World Baseball Classic. W tym samym roku został wybrany MVP American League.
W 2007 po raz pierwszy w karierze wystąpił w Meczu Gwiazd. Rok później podpisał nowy sześcioletni kontrakt wart 80 milionów dolarów; był to wówczas najdłuższy i najdroższy kontrakt w historii klubu. W lutym 2013 został powołany do 28-osobowego składu reprezentacji Kanady na turniej World Baseball Classic.
31 sierpnia 2013 w ramach wymiany zawodników przeszedł do Pittsburgh Pirates. W grudniu 2013 podpisał dwuletni kontrakt wart 23,5 miliona dolarów z Colorado Rockies. W sezonie 2014 uzyskał najlepszą średnią w National League (0,314).
W czerwcu 2016 podpisał roczny kontrakt z Chicago White Sox.

## Nagrody i wyróżnienia
| Nagroda/wyróżnienie     | Lata                   | Źródło |
| MVP American League     | 2006                   | [ 5 ]  |
| 4× All-Star             | 2007, 2008, 2009, 2010 | [ 1 ]  |
| 2× Silver Slugger Award | 2006, 2008             | [ 11 ] |